# Receptor 5-HT2C
5-HT2C é um dos receptores para o neurotransmissor serotonina. Estão localizados em neurônios pós-sinápticos e em várias partes do corpo dos Mamíferos.
Um receptor acoplado à proteína G para 5-hidroxitriptamina (serotonina).  Também funciona como um receptor para vários Fármacos e substâncias psicoativas, incluindo derivados de alcalóides de ergot, 1-2,5, -dimetoxi-4-iodofenil-2-aminopropano (DOI) e dietilamida de ácido lisérgico (LSD).  A ligação do ligando provoca uma mudança de conformação que desencadeia a sinalização através de proteínas de ligação a nucleótidos de guanina (proteínas G) e modula a atividade de efetores de fluxo descendente.  Os membros da família Beta-arrestina inibem a sinalização através de proteínas G e medem a ativação de caminhos de sinalização alternativos.  A sinalização ativa um sistema de segundo mensageiro de fosfatidilinositol e cálcio que modula a atividade das cascatas de sinalização de fosfatidilinositol 3 e cascata de sinalização e promove a liberação de íons de Ca (2+) das lojas intracelulares.  Regula a atividade neuronal através da ativação de canais de cálcio de curto potencial de transiente transitório no cérebro, e assim modula a ativação de neurônios pró-opiomelacortina e a liberação de CRH que regula a liberação de corticosterona.  Reproduz um papel na regulação do apetite e comportamento alimentar, respostas aos estímulos ansiogênicos e ao estresse.  Reproduz um papel na sensibilidade à insulina e na homeostase da glicose.

## Função
Os receptores 5-HT2C são reivindicados para regular significativamente o humor, ansiedade, alimentação e comportamento reprodutivo. Os receptores 5-HT2C regulam a liberação de Dopamina no estriado, Córtex pré-frontal, Núcleo accumbens, Hipocampo, Hipotálamo e Amígdala cerebelosa, entre outros.[carece de fontes?]
Os receptores 5-HT2C foram implicados em transtornos alimentares e de humor. Em geral, aceita-se que os agonistas dos receptores 5-HT2C aumentam os comportamentos de ansiedade e induzem hipofagia.
Já os antagonistas deste receptor são por norma considerados benéficos em estados depressivos, de ansiedade, apatia, etc. A grande maioria dos antidepressivos tricíclicos antagonizam este receptor, e hoje em dia, são cada vez mais os fármacos usados para o tratamento da depressão que possuem esta ação (Agomelatina, Mirtazapina, etc).

## Agonistas
- Lorcaserina (seletivo)
- d-fenfluramina (nao seletivo)[2]

## Antagonistas
- RS-102221 (seletivo)[3]
- Agomelatina ( também agonista MT1 E MT2)
- Mirtazapina
- Mianserina
- Vários antidepressivos tricíclicos (Amitriptilina e Nortriptilina principalmente)
- Vários antipsicóticos (Clozapina, Olanzapina, Risperidona, etc)